# Palais Niederösterreich

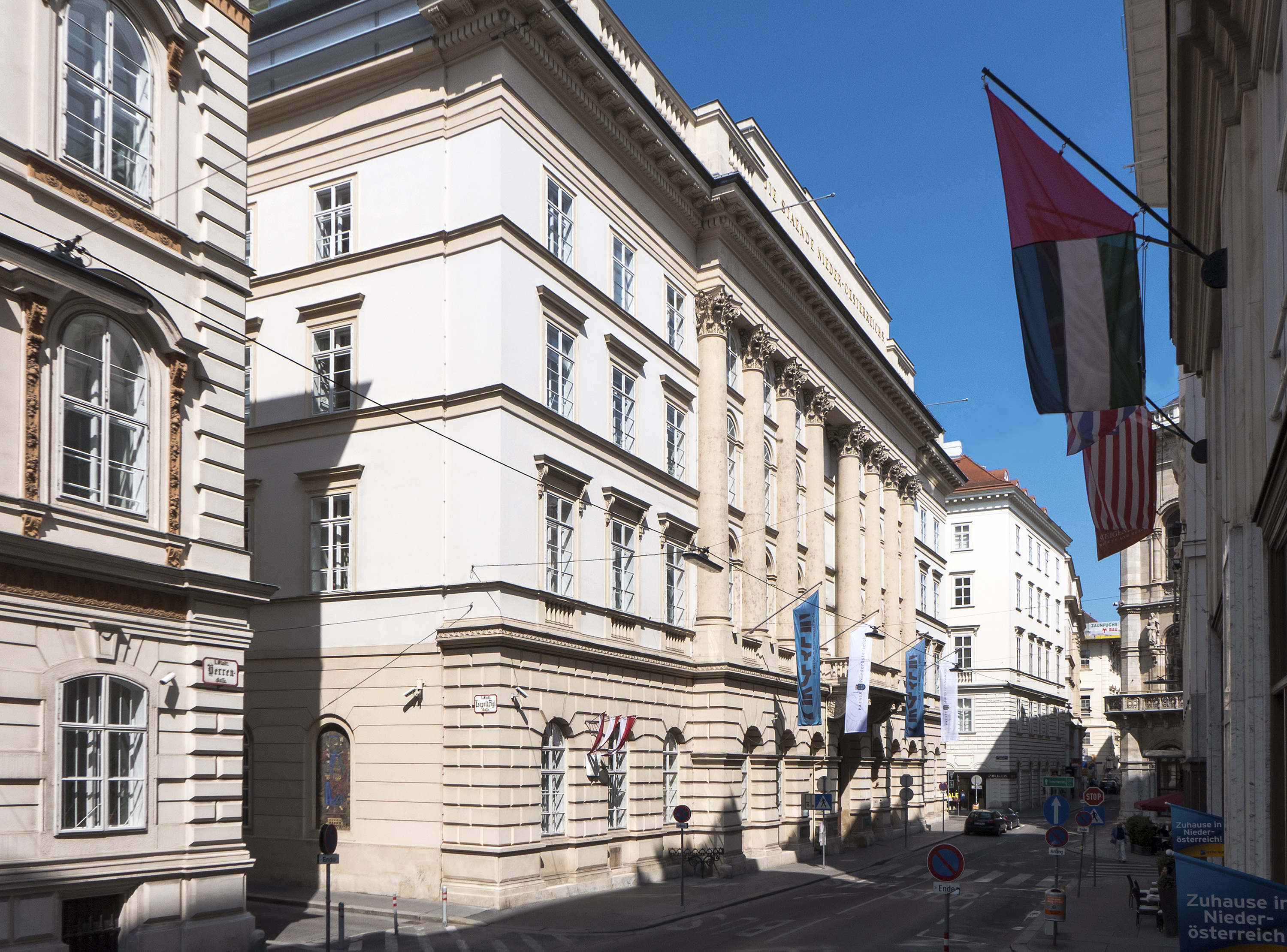
Palais Niederösterreich in der Herrengasse

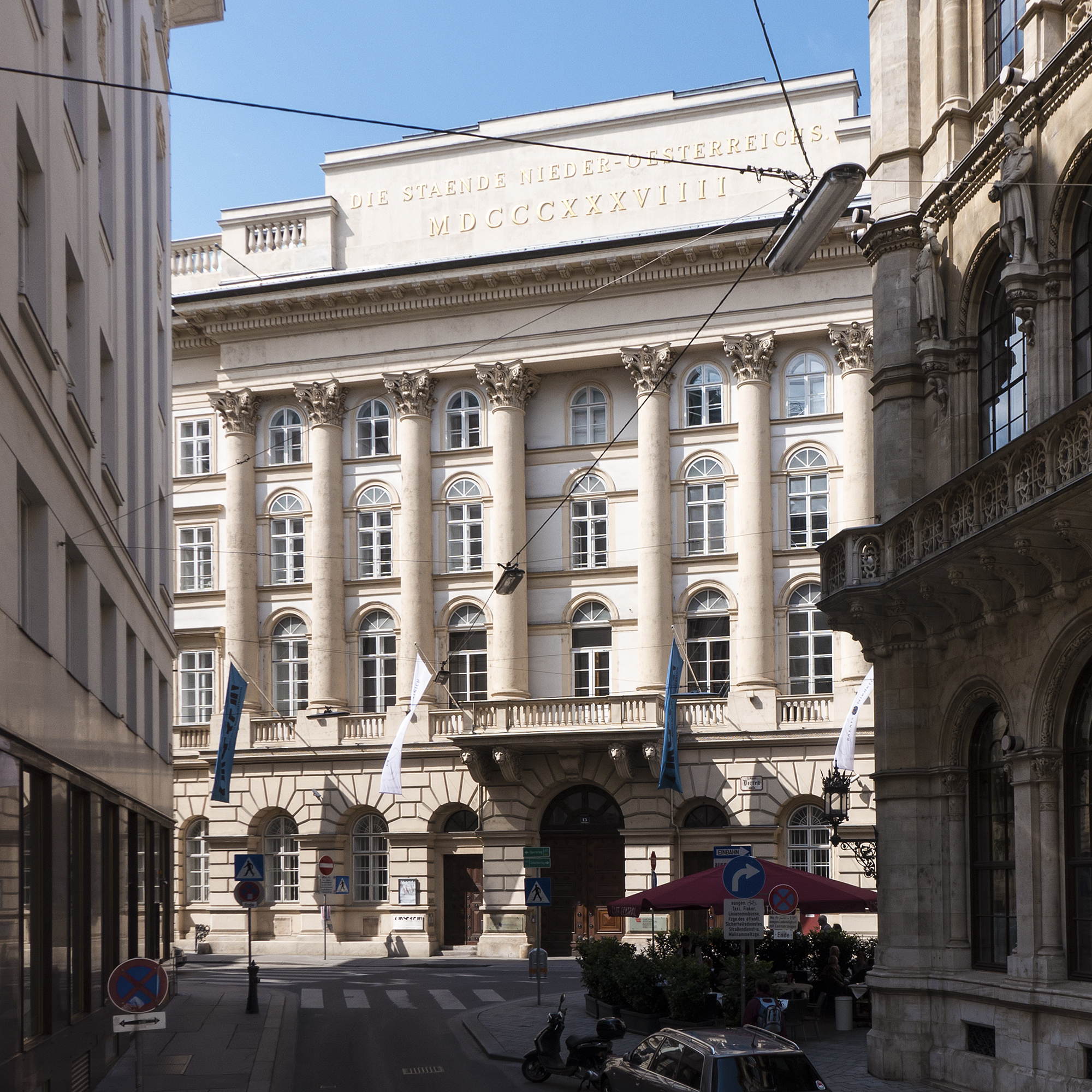
Mittelteil der Fassade, von der Strauchgasse aus gesehen. Rechts das Palais Ferstel

Das Palais Niederösterreich, bis 2005 (Niederösterreichisches) Landhaus, befindet sich im 1. Wiener Gemeindebezirk Innere Stadt an der Herrengasse 13.
Hier versammelten sich die Stände des Erzherzogtums Österreich unter der Enns, später das niederösterreichische Landesparlament, der Landtag und es fanden die Erbhuldigungen der Erzherzöge (so seit dem 15. Jahrhundert der Titel der Landesfürsten) statt. Hier begann 1848 die Revolution im Kaisertum Österreich.
Am 30. Oktober 1918 wurde hier von der Provisorischen Nationalversammlung der Staat Deutschösterreich gegründet, der sich im Herbst 1919 auf Wunsch der Kriegssieger in Republik Österreich umbenannte. Landtag und Landesregierung Niederösterreichs übersiedelten 1997 nach St. Pölten, das 1986 zur neuen Hauptstadt des Landes erklärt worden war.
Das im Eigentum des Landes Niederösterreich stehende Gebäude wird heute zur Repräsentation des Landes in der Bundeshauptstadt verwendet. Der neue Name ist werblich, aber unhistorisch; das Gebäude war in den letzten 500 Jahren nie Wohnsitz einer Adelsfamilie.

## Geschichte

### Baugeschichte

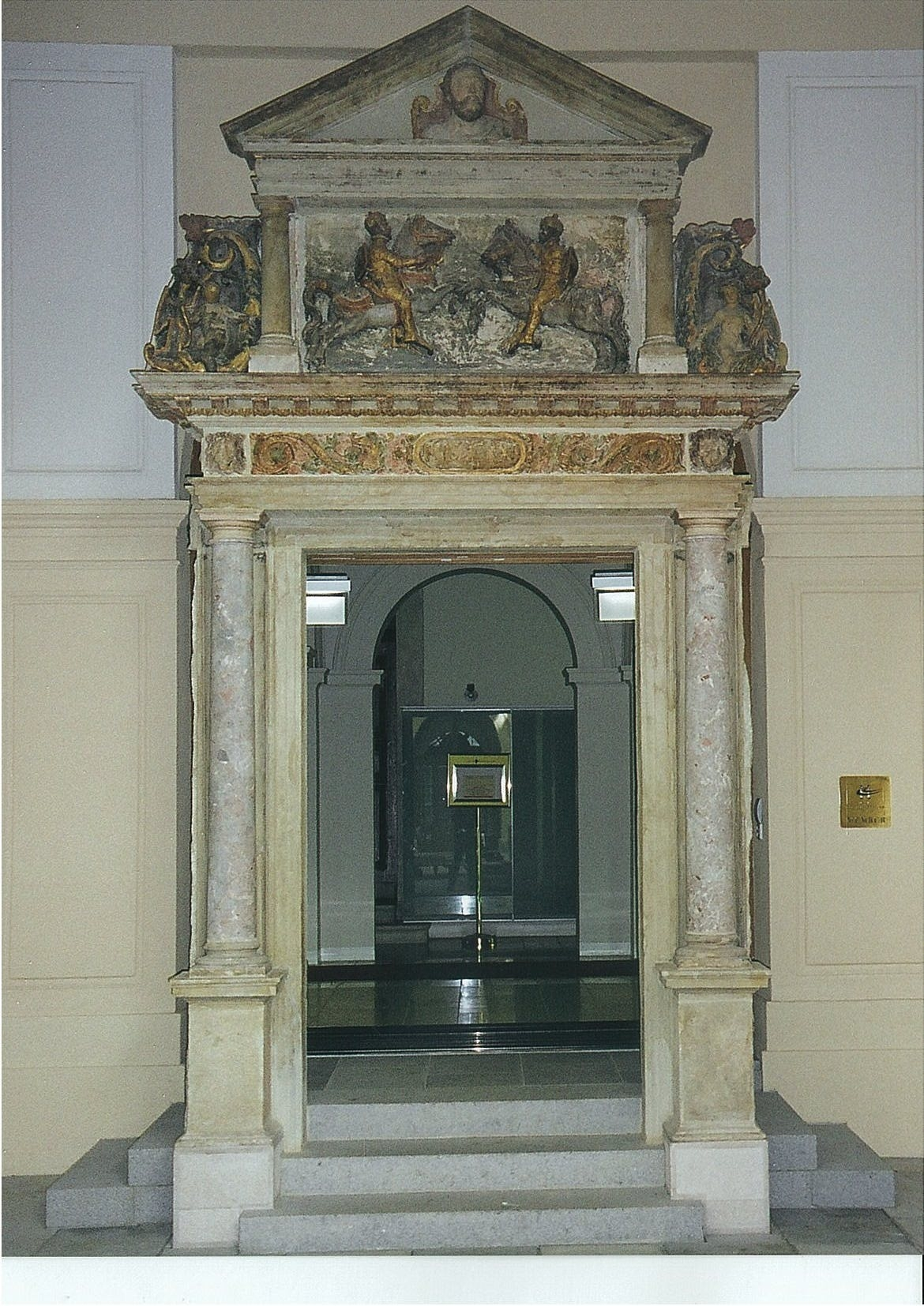
Renaissanceportal, 1571

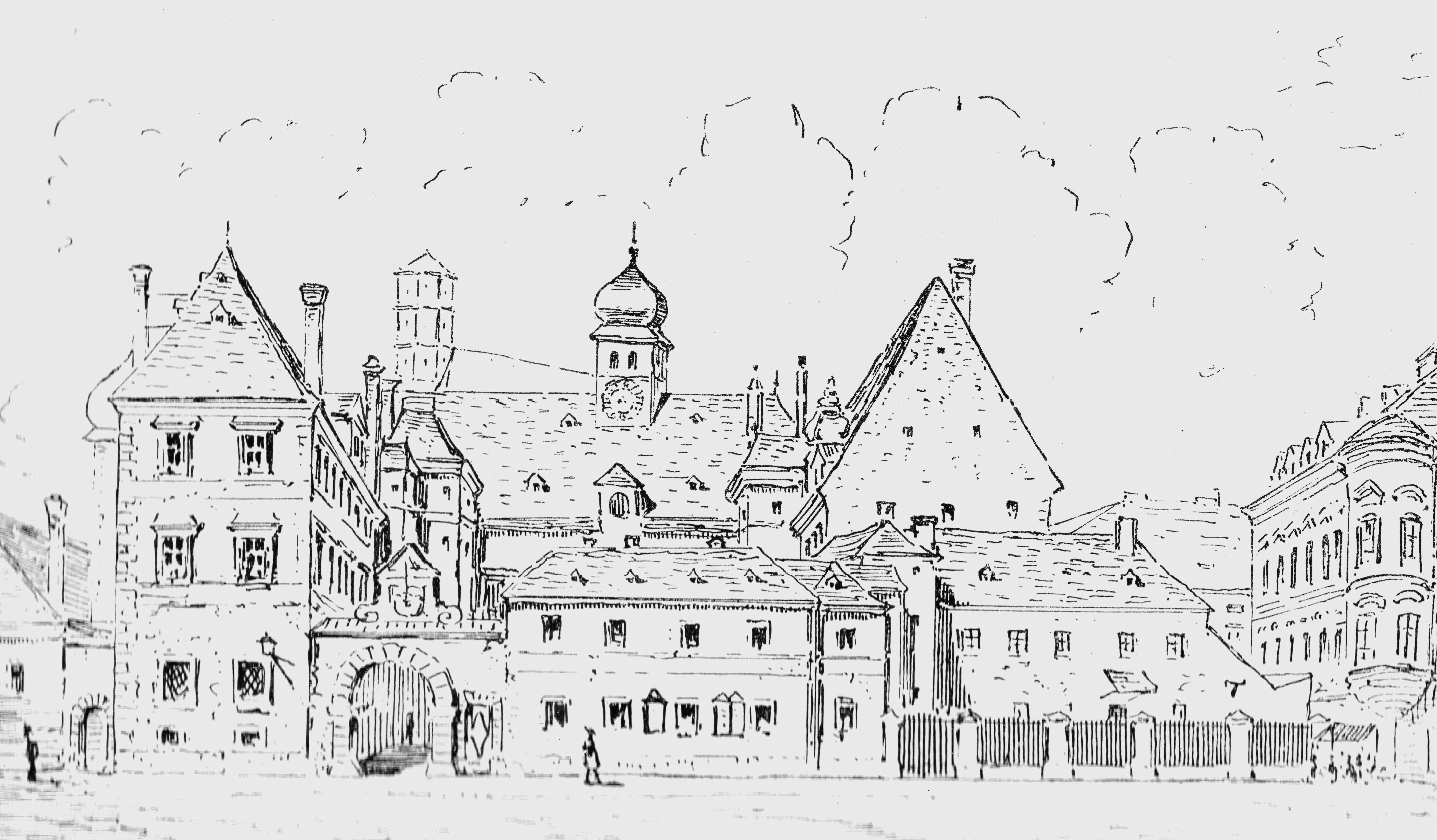
Das Niederösterreichische Landhaus vor dem Umbau Ende der 1830er Jahre

Das vormals Liechtensteinsche Freihaus wurde 1513 von den Landständen erworben, um als politische Vertreter in der Nähe des Landesfürsten zu sein. Von Steinmetzen der Dombauhütte wurde der Quertrakt am Minoritenplatz ursprünglich spätgotisch gestaltet. Heute noch erhalten ist das gotische Zimmer und die Decke der Kapelle. In den 1520er Jahren geriet der Bau ins Stocken und wurde nicht fertiggestellt. Danach wurde der Bau in vielen Abschnitten umgestaltet und durch Zubauten und Aufstockungen erweitert.
Die Stände kauften die Steine selbst, u. a. Burgschleinitzer Stein, heute Zogelsdorfer Stein genannt, und für die Stiege zur Verordnetenstube stiegenstaffel von hartem stain vom Leythaberg, also harten Kaiserstein aus Kaisersteinbruch, schrieb Hans Saphoy in einer Rechnung. Diese Stufen präsentieren sich heute, als wären sie erst gestern eingebaut worden.
Saphoy wölbte um 1570 den Großen Sitzungssaal ein. Aus der Renaissancezeit sind die Landhauskapelle, das Gotische Zimmer und ein Portal erhalten. Dieses Säulenportal von 1571 besteht aus einem reliefierten Ädikulaaufsatz, darauf zwei Ritter mit Erzherzogshüten und Fünfadlerwappen bzw. Bindenschild der Wappenvereinigung von Alt- und Neuösterreich, aus einer antikisierenden Kopfplastik im Giebel und seitlichen weiblichen Figuren mit Füllhörnern. In roten Adneter Marmor wurde die Jahreszahl 1571 geätzt.
Der Sitzungssaal wurde später barock ausgestaltet, unter anderem 1710 mit einem Fresko von Antonio Beduzzi, dem größten zusammenhängenden Deckengemälde Österreichs. Es zeigt „Austria“, die vor der göttlichen Vorsehung schwebend glorifiziert wird. Das Gemälde ist mit von Flussallegorien (Sebethos, Donau, Po, Rhein, Save, Tajo, Elbe, Rio de la Plata) darstellenden, illusionistischen Stuckrahmen umgebenen Gewölbefresken verziert. Diesen neuen Stuckmarmordekor und die Wandverkleidung schuf 1710 Balthasar Haggenmüller.
Ebenfalls barock ist der Justizthron im Rittersaal, der Claude Le Fort du Plessy zugeschrieben wird. Rittersaal, Herrensaal und Prälatensaal wurden von Dombaumeister Leopold Ernst 1845/46 ausgestaltet.
Durch die vielen Umbauten und Verbindungsbauten mit dazugekommenen Nachbarhäusern machte das Bauwerk Anfang des 19. Jahrhunderts einen sehr uneinheitlichen Eindruck. Der letzte Umbau zielte also darauf ab, dem Gebäude unter Beibehaltung der älteren Bausubstanz eine einheitliche Fassade zu geben, was 1837–1839 von Alois Pichl, einem Schüler Nobiles, durchgeführt wurde. Diese Fassade mit ihren charakteristischen Kolossalsäulen gilt als wichtiges Beispiel des Klassizismus in Wien.

### Nutzung bis zum 20. Jahrhundert

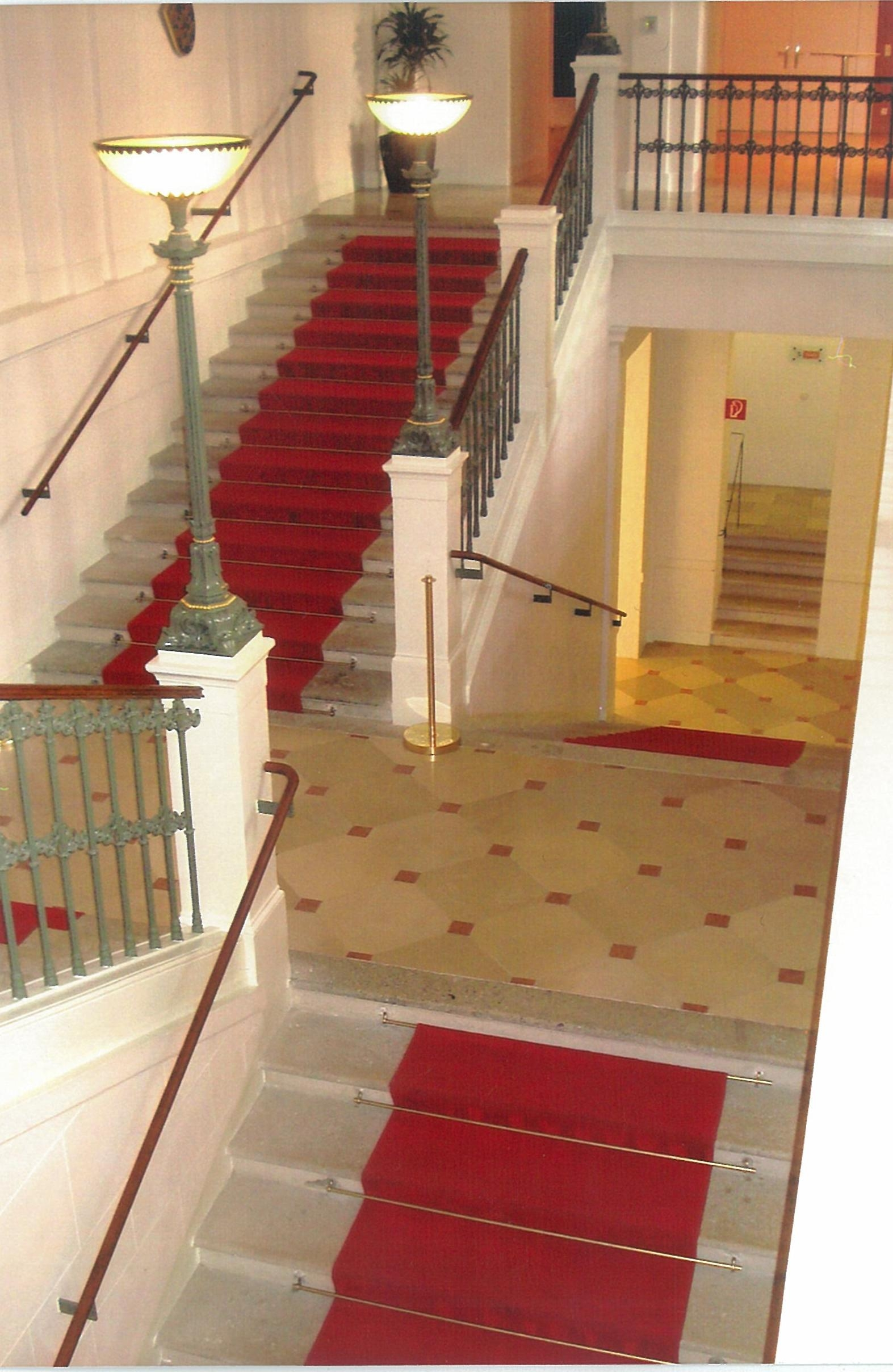
Landtagsstiege

Im 16. Jahrhundert war das Landhaus kulturelles und religiöses Zentrum des damals mehrheitlich protestantischen niederösterreichischen Adels und der lutherisch gesinnten Wiener Bürger. Diese Funktion verschwand mit der Gegenreformation.
Am 13. März 1848 wurde das Landhaus zum Ausgangspunkt der Revolution, als Bürger und Studenten die Niederösterreichischen Stände zwangen, eine Petition an Kaiser Ferdinand I. mitzutragen, in der eine Verfassung sowie Presse- und Versammlungsfreiheit gefordert wurden (vgl. Lajos Kossuth und Adolf Fischhof).
1861 übernahm nach einem Jahrzehnt neoabsolutistischer Herrschaft von Kaiser Franz Joseph I. der nunmehr an die Stelle der Stände tretende niederösterreichische Landtag das Gebäude. Im gleichen Jahr wurde auch der Reichsrat als gesamtstaatliches Parlament gebildet. Da noch kein Parlamentsgebäude bestand, tagte das Herrenhaus, das Oberhaus des Reichsrates, von 1861 bis 1883 provisorisch im Landhaus.

### Bedeutung in der Republik

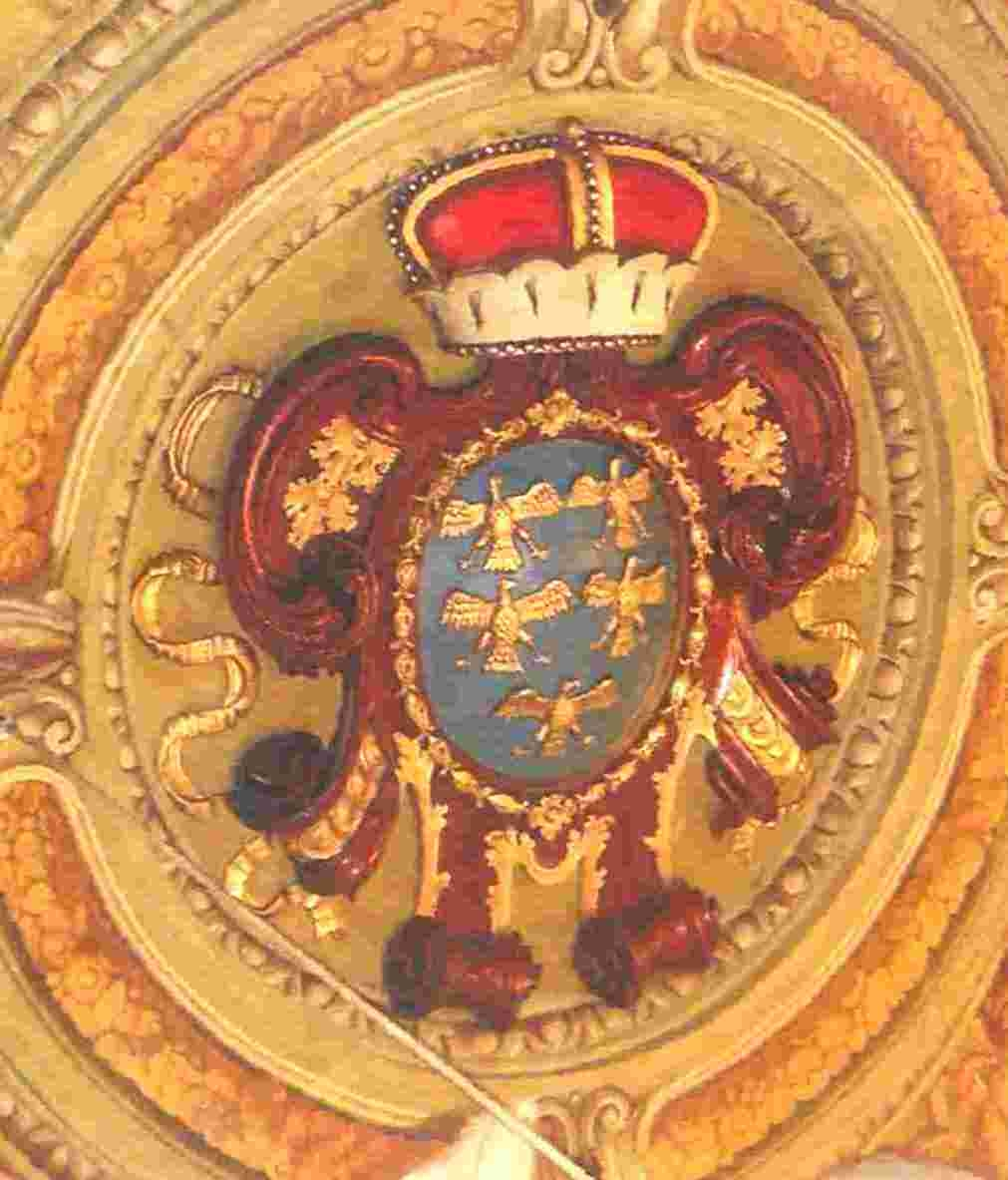
Landeswappen

Kurz vor dem Ende des Ersten Weltkriegs fand am 21. Oktober 1918 hier die Konstituierung der Provisorischen Nationalversammlung statt, an der die 1911 gewählten Reichsratsabgeordneten aller mehrheitlich deutsch besiedelten Gebiete Altösterreichs teilnahmen. Am 30. Oktober 1918 wurde hier das erste Kabinett Deutschösterreichs, die Staatsregierung Renner I, gebildet, – unabhängig vom bis 11. November 1918 noch amtierenden Kaiser. Am 12. November 1918 übersiedelte die Nationalversammlung in das bisherige Reichsratsgebäude, das heutige Parlamentsgebäude Österreichs.
Bis 1920/21 umfasste der niederösterreichische Landtag die Abgeordneten der beiden heutigen Bundesländer Niederösterreich und Wien. Die am 10. November 1920 in Kraft getretene neue Bundesverfassung gab Wien alle Rechte eines Bundeslandes unabhängig von Niederösterreich. 1921 fanden daher umfangreiche Verhandlungen über das Trennungsgesetz, die wirtschaftliche Scheidung, statt. Parallel dazu amtierte hier seit November 1920 der niederösterreichische Landtag ohne Vertreter Wiens. In der Folge war das Landhaus, von den Diktaturjahren 1934 bis 1945 unterbrochen, bis 1997 Sitz des niederösterreichischen Landtages, der dann wie die Landesregierung in die neue Hauptstadt St. Pölten übersiedelte.
Am 27. April 1945 wurde nach der NS-Zeit im damals nur sowjetisch besetzten Wien die Republik wiedererrichtet (Provisorische Staatsregierung Renner 1945). Im Herbst 1945 fand im Landhaus eine Konferenz von Ländervertretern statt, bei der beschlossen wurde, dass auch die westlichen Bundesländer die (ursprünglich nur in der sowjetischen Besatzungszone wirksame) Regierung Renner anerkennen; ein wesentlicher Schritt zur Etablierung der Zweiten Republik, wie sie bis heute besteht.
Das Trennungsgesetz von 1921 hatte das Eigentum am Landhaus dem neuen Land Niederösterreich übertragen, solange Landtag und Landesregierung hier amtieren würden. Würde der Sitz der politischen Vertreter Niederösterreichs anderswohin verlegt, würde das Hälfteeigentum der Stadt Wien am Landhaus wieder aufleben. Daher unterzeichneten der Wiener Bürgermeister und Landeshauptmann Michael Häupl und der niederösterreichische Landeshauptmann Erwin Pröll 1995 eine Vereinbarung, in der Wien das ihm laut Trennungsgesetz zustehende Hälfteeigentum am Niederösterreichischen Landhaus dem Land Niederösterreich übertrug.
Als Wertausgleich für diese Eigentumsübertragung erhielt Wien vom Land Niederösterreich unter anderem dessen Eigentumsanteile am
- Pflegeheim Klosterneuburg, an der
- Donauinsel Nord und am
- Gebäude der Bezirkshauptmannschaft Wien-Umgebung in der Alserbachstraße 41 im 9. Bezirk übertragen.[2]

## Heutige Nutzung

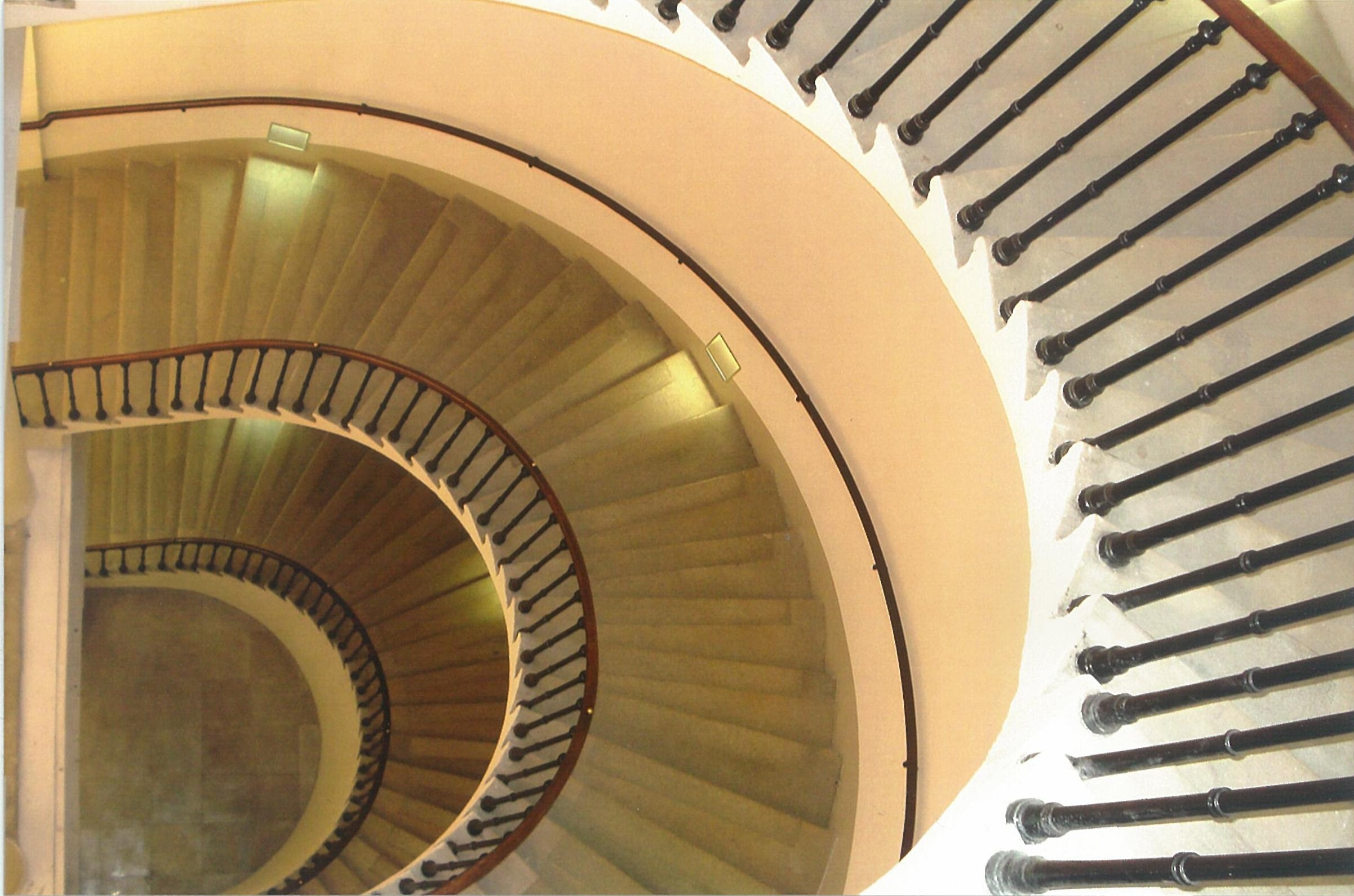
Selbsttragendes Stiegenhaus aus Kaiserstein im Herrengassentrakt

Das Palais Niederösterreich wird für Konferenzen, Sitzungen und Feierlichkeiten öffentlicher und privater Institutionen genutzt und kann auch für private Zwecke gemietet werden. In den oberen Stockwerken befinden sich Büroräumlichkeiten des Bundesministeriums für Europa, Integration und Äußeres.
Das Projekt Kunstraum Niederoesterreich im Palais besteht seit 2015.